# Sistema de Tren Eléctrico Urbano
El Sistema de Tren Eléctrico Urbano (abreviado a SITEUR), también denominado Mi Tren y conocido coloquialmente como Tren Ligero o el Tren, es un sistema de ferrocarril metropolitano que presta servicio al área metropolitana de Guadalajara en Jalisco, México.
Actualmente cuenta con tres líneas más una en construcción, cada una con un número y color distintivo. La Línea 1 (rojo) corre desde Periférico Sur hasta Auditorio, y cuenta con 20 estaciones en sus 16.5 km; mientras que la Línea 2 (verde) corre de Juárez a Tetlán, y tiene 10 estaciones en sus 8.7 km. La Línea 3 (rosa mexicano) corre desde Arcos de Zapopan hasta Central de Autobuses, tiene 18 estaciones en 21.5 km, y la futura Línea 4 (naranja) correrá desde Las Juntas hasta Tlajomulco Centro, y contará con 9 estaciones en 21.2 km

## Historia

### Los tranvías
La historia de los tranvías inició el 21 de julio de 1866, los cuales eran tirados por mulas, haciendo el recorrido entre el centro de la ciudad y el Santuario de Guadalupe. Un par más de líneas de tranvía fueron abiertas un tiempo después, Tranvías de Mexicaltzingo y Tranvías de San Pedro. Con el tiempo los tranvías se fueron extendiendo a zonas como Oblatos, Los Colomos, Atemajac y Zapopan.
En 1905 fue creada la "Compañía de Tranvías Luz y Fuerza de Guadalajara" (CTLFG) formada por operarios y la compañía de electricidad de Guadalajara. Sin embargo, la CTLFG fue adquirida por la "Compañía Hidroeléctrica e Irrigadora del Chapala" (CHIC) en 1909, que comenzó a introducir unidades de dos pisos y de doble carro que permitían transportar un mayor número de usuarios.
El tranvía continuó en operación hasta 1940 dando paso a la Alianza de Camioneros de Jalisco.

### Primer proyecto de transporte masivo

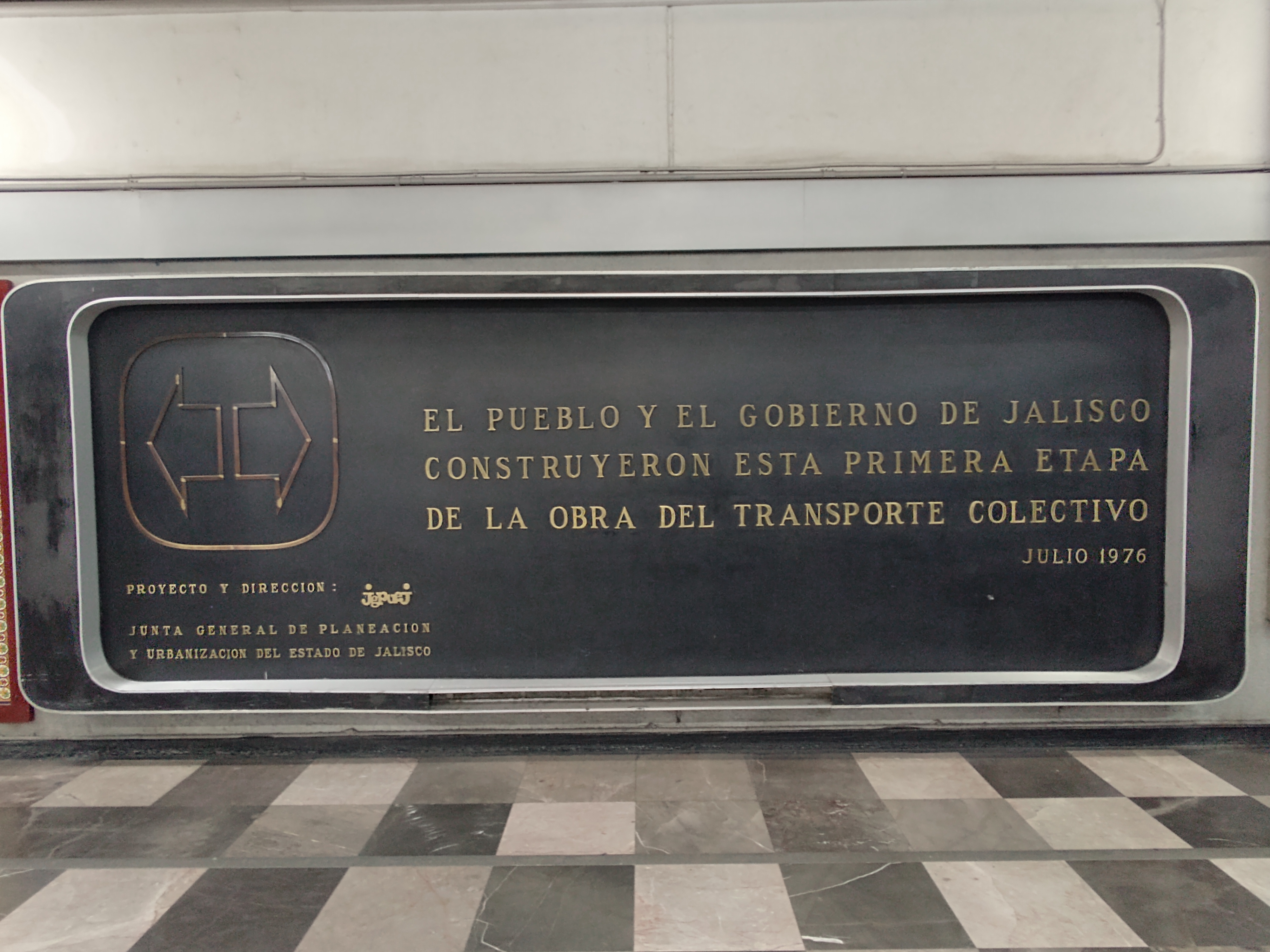
Placa de la inauguración del túnel para el transporte masivo.

Con la intención de implementar un Sistema de Transporte Público Metropolitano y Ferroviario en Guadalajara, en 1974 comenzó a ser construida la infraestructura vial de la línea 1, que fue concluida en 1976. Sin embargo, el proyecto no se concretó por desvío de recursos federales, lo cual llevó a la implementación alternativa de líneas de trolebuses eléctricos.
En 1982 comenzó la construcción de un paso a desnivel en el cruce de la avenida Colón con la Calzada Lázaro Cárdenas y fue concluida en 1984 (para la ampliación del Trolebús de Guadalajara) hacia la Avenida Miguel López de Legazpi.
Después de no recibir presupuesto Federal para el financiamiento de las obras; el Gobierno del Estado de Jalisco consiguió recursos mediante deuda pública; para que, el 7 de marzo de 1988, iniciara la pre-construcción de la línea 1, ampliándola de periférico a periférico. Así mismo, comenzaron a ser retirados los trolebuses del túnel para realizar las obras del metro, con lo que se modificarían las rutas de trolebuses existentes en aquel entonces, e inicia su decadencia hasta casi desaparecer. Se planeó que en octubre de ese mismo año fuera inaugurado.
La empresa mexicana Concarril fue la encargada de fabricar los trenes modelo TLG-88 (Tren Ligero Guadalajara 1988). Las primeras unidades llegaron en agosto y casi de inmediato se empezaron a realizar pruebas en los tramos terminados. Se entregaron 16 unidades.
En enero de 1989 se tenía ya terminado el tramo entre las estaciones Santa Filomena y Periférico Sur, por lo que se hizo una preinauguración, la cual solo prestó servicio gratuito durante unos cuantos días debido a dificultades técnicas.
El 4 de febrero de 1989, estaban en proceso de remodelación las 6 estaciones subterráneas pertenecientes al sistema de trolebús, para adaptarlas a la construcción del metro. Así mismo, fueron demolidas dos estaciones superficiales (División del Norte y Colón) para reconstruirlas como subterráneas, aunque la estación Colón fue renombrada como Washington. La obra civil fue concluida en febrero de 1989.
Finalmente, el 1 de septiembre de 1989, es inaugurada la Línea 1, con 15.6 km de extensión y 19 estaciones, 12 superficiales y 7 subterráneas. La inauguración fue encabezada por el entonces gobernador de Jalisco Guillermo Cosío Vidaurri, y por el entonces presidente de México Carlos Salinas de Gortari

### Construcción de la Línea 2
A principios de la década de 1990 se anunció la construcción de la Línea 2, cuyas obras comenzaron el 6 de enero de 1992 y tras 2 años de construcción, se inauguró el 1 de julio de 1994 con 10 estaciones, todas subterráneas. Esto incluyó la construcción de 9.6 km de túnel, entre ellas la cola de maniobras de Juárez y Tetlán, el túnel de conexión con Línea 1 y el que lleva a los talleres de Tetlán.
La empresa alemana Siemens y la canadiense Bombardier suministraron los sistemas de señalización, electrificación, telecomunicación y un total de 32 trenes modelo TEG-90.

### Construcción de la Línea 3
A principios de agosto del 2012 comenzó la planeación y diseño de la Línea 3, realizándose los estudios de pre-inversión y comenzando las obras oficialmente el 7 de agosto de 2014, finalizando tras 6 años de construcción el 12 de septiembre del 2020. La obra consta de 21.5 km de extensión dividida en 3 tramos, de los cuales 2 son viaductos elevados a los extremos de la línea, en los municipios de Zapopan y Tlaquepaque correspondientemente, así como 5.3 km de túnel bajo el centro histórico de Guadalajara.
La empresa Alstom suministro los sistemas de comunicación, subestaciones de alta tensión, tracción y sistemas de control de tráfico y un total de 18 trenes de 3 vagones cada uno modelo Barcelona Metro 9000 Series.

### Etapas de construcción
| Inicio                                                            | Inauguración             | Línea | Longitud (km) | Estaciones | Tramo                                   | Gobernador                | Presidente                  |
| ----------------------------------------------------------------- | ------------------------ | ----- | ------------- | ---------- | --------------------------------------- | ------------------------- | --------------------------- |
| 7 de marzo de 1988 (inicio de reconfiguración de Trolebús a Tren) | 1 de septiembre de 1989  | 1     | 15.6          | 19         | Periférico Norte - Periférico Sur       | Guillermo Cosío Vidaurri  | Carlos Salinas de Gortari   |
| 28 de enero de 1992                                               | 1 de julio de 1994       | 2     | 8.7           | 10         | Juárez - Tetlán                         | Carlos Rivera Aceves      | Carlos Salinas de Gortari   |
| 1 de junio de 2015                                                | 23 de noviembre de 2018  | 1     | 0.9           | 1          | Auditorio - Periférico Norte            | Aristóteles Sandoval Díaz | Enrique Peña Nieto          |
| 7 de agosto del 2014                                              | 12 de septiembre de 2020 | 3     | 21.5          | 18         | Arcos de Zapopan - Central de Autobuses | Enrique Alfaro Ramírez    | Andrés Manuel López Obrador |
| 22 de mayo de 2022                                                | En construcción          | 4     | 21.2          | 8          | Las Juntas - Tlajomulco Centro          | -                         | -                           |

## Líneas
El sistema SITEUR cuenta actualmente con 3 líneas en servicio. De las 48 estaciones en servicio, 45 son de paso y 3 de transferencia (Juárez, que además es terminal, Ávila Camacho, y Guadalajara Centro/Plaza Universidad), así como seis terminales en los seis extremos lineales; hay 11 estaciones superficiales, 13 elevadas y 24 subterráneas.
|  |

|  |

| Línea | Inauguración                      | Longitud (km) | Estaciones | Tramo inaugural                         | Tramo actual                            | Parque Vehicular            | Dirección |
| ----- | --------------------------------- | ------------- | ---------- | --------------------------------------- | --------------------------------------- | --------------------------- | --------- |
|       | 1 de septiembre de 1989 (35 años) | 16.5          | 20         | Periférico Norte - Periférico Sur       | Auditorio - Periférico Sur              | TEG-90 y TEG-15             | N-SO      |
|       | 1 de julio de 1994 (30 años)      | 9.6           | 10         | Juárez - Tetlán                         | Juárez - Tetlán                         | TLG-88 y TEG-90             | E-O       |
|       | 12 de Septiembre de 2020 (4 años) | 21.5          | 18         | Arcos de Zapopan - Central de Autobuses | Arcos de Zapopan - Central de Autobuses | Barcelona Metro 9000 Series | NO-SE     |
|       | En construcción                   | 21.2          | 9          | Las Juntas - Tlajomulco Centro          | Las Juntas - Tlajomulco Centro          | TEG-23                      | NE-SO     |

### Línea 1
La línea 1 es la más antigua del Sistema de Tren Eléctrico Urbano (SITEUR). Anteriormente su color distintivo era el azul, pero tras la remodelación de las estaciones y la ampliación de la línea (llevada a cabo del 2011 al 2018) su color distintivo cambió al rojo.
La infraestructura vial de esta línea 1 comenzó a ser construida en 1974, y fue concluida en 1976, con la intención de implementar un Sistema de Transporte Público Metropolitano y Ferroviario en Guadalajara; mismo que no se concretó por falta de apoyo de recursos federales; por lo que, se implementó el uso de trolebuses eléctricos.
En 1982 se construyó el paso a desnivel en el cruce de la avenida Colón con la calzada Lázaro Cárdenas y fue concluida en 1984 (para la ampliación del Trolebús de Guadalajara) hacia la avenida Miguel López de Legaspi, y se inició su pre-construcción en 1988 ampliándola de periférico a periférico, y fue concluida en febrero de 1989, para luego ser inaugurada en el mes de septiembre del mismo año. La inauguración fue encabezada por el entonces gobernador de Jalisco Guillermo Cosío Vidaurri, y por el entonces presidente de México Carlos Salinas de Gortari.
En agosto del 2014 comenzó la expansión de la línea 1 hacia el norte donde se encuentra la nueva terminal: la estación Auditorio, ubicada a 1 km de la estación Periférico Norte, la nueva estación fue inaugurada el 23 de noviembre del 2018. La línea 1 enlaza los municipios de Zapopan, Guadalajara y Tlaquepaque de norte a sur a través de la calzada Federalismo/avenida Cristóbal Colón. 
La línea 1 tiene una extensión de 16.5 km. Pasa por la calzada Federalismo y avenida Colón, desde las coordenadas:
- 20°44′17.01″N 103°20′58.45″O / 20.7380583, -103.3495694 estación Auditorio.
- 20°36′26.13″N 103°24′03.52″O / 20.6072583, -103.4009778 estación Periférico Sur.

Cuenta con 20 estaciones, de las cuales 11 son superficiales y las otras 9 son subterráneas. La línea enlaza los municipios de Zapopan, Guadalajara y Tlaquepaque. Su color distintivo es el rojo.

### Línea 2
La línea 2 es la segunda en haberse construido, tiene una extensión de 9.6 km y se hizo con el objetivo de agilizar el transporte público en el centro de la ciudad a través de transporte ferroviario urbano. Su construcción comenzó en enero de 1992 y fue terminada el 1 de julio de 1994. La inauguración de esta línea se realizó el 1 de julio de 1994 y fue encabezada por el entonces gobernador de Jalisco Carlos Rivera Aceves (interino) y por el entonces presidente de México Carlos Salinas de Gortari. De las tres líneas existentes, esta es la más corta de la red y su color distintivo es el verde.
Al igual que la Línea 1, tampoco recibió apoyo presupuestal de la federación, y nuevamente se contrato deuda para su construcción. Su costo de construcción fue mucho mayor al de la línea 1 debido a que no existía infraestructura previamente existente como con la línea 1 e implicó la modificación de colectores del drenaje a fin de construir infraestructura totalmente subterránea y nueva.
Pasa bajo las avenidas Juárez y Javier Mina y la calle Gigantes, desde las coordenadas:
- 20°40′29.67″N 103°21′16.98″O / 20.6749083, -103.3547167 estación Juárez.
- 20°39′35.34″N 103°16′32.82″O / 20.6598167, -103.2757833 estación Tetlán.

Cuenta con 10 estaciones, todas subterráneas. La línea enlaza al centro con el este del municipio de Guadalajara.

### Línea 3
La línea 3 inició su construcción el 7 de agosto de 2014, y fue inaugurada el 12 de septiembre de 2020, siendo esta línea la única en ser financiada en su totalidad por la federación. Su color distintivo es el rosa mexicano. Esta nueva línea trascendió por 3 sexenios federales antes de ser concretada.
La obra que SENER Engineering, la empresa encargada de elaborar el proyecto ejecutivo, entregó, la hizo acreedora del "Architecture, Construction & Design Awards 2020 First Award | Transportation (Built)" logrando ser reconocida como la "Línea de Metro con Mejor diseño del mundo en 2020". siendo esta línea la única línea de metro en América en ser reconocida de esta manera.
La línea 3 tiene una extensión de 21.5 km, del norponiente al suroriente de la ciudad. Recorre la diagonal formada por avenida Laureles, avenida Ávila Camacho, paseo Alcalde, avenida 16 de septiembre y avenida Revolución hasta llegar a la Nueva Central Camionera, desde las coordenadas:
- 20°44′28.07″N 103°24′27.03″O / 20.7411306, -103.4075083 - Estación Arcos de Zapopan.
- 20°37′20.07″N 103°16′58.02″O / 20.6222417, -103.2827833 - Estación Central de Autobuses.

Cuenta con 18 estaciones, de las cuales 13 son elevadas y las otras 5 son subterráneas. La línea enlaza los centros históricos de Zapopan, Guadalajara y Tlaquepaque. Se pretende atender diariamente a 260,000 usuarios. Esta línea de metro es la más moderna de América Latina.
A diferencia de las líneas 1 y 2, donde Concarril-Bombardier fueron las que han suministrado el material rodante; para esta línea, fue Alstom la encargada de suministrar los 18 convoyes de metro. Los trenes están equipados con aire acondicionado, videovigilancia y sistemas de información para pasajeros. Por la tecnología de este modelo de metro, SITEUR es el único sistema de Metro de México en contar con trenes de conducción autónoma; sin embargo también pueden ser operados manualmente.

### Línea 4
La Línea 4 del Tren Eléctrico Urbano de Guadalajara será la cuarta línea del Sistema de Tren Eléctrico Urbano. Tendrá 21,1 km de extensión e irá desde «Las Juntas» en Tlaquepaque, conectando con Mi Macro Calzada y Mi Macro Periférico, hasta la cabecera municipal de Tlajomulco.
Con la construcción de la obra se brindará servicio de alrededor de 106.000 viajes diarios, y costará 9.725 millones de pesos mexicanos.
El gobierno del estado dio por iniciadas las obras de la nueva línea en mayo de 2022 con un puente sobre las vías de ferrocarril en su cruce con Av. Adolf B. Horn Jr. La construcción de la infraestructura del tren no comenzaría sino hasta diciembre del mismo año.
La línea 4 tendrá una longitud de 21.2 km y un tiempo de recorrido de 35 min. Una vez inaugurada, se convertirá en la segunda línea de mayor longitud del sistema, solo por detrás de la línea 3. Correrá desde Las Juntas en el municipio de Tlaquepaque, donde tendrá conexión con Mi Macro Calzada mediante un centro de transferencia multimodal (CETRAM), y terminará en la cabecera municipal de Tlajomulco al sur de la ciudad. Correrá por el derecho de vía Guadalajara-Manzanillo. Dadas sus características, particularmente su trazado, longitud y distancia entre estaciones, el sistema se podría considerar como un tren suburbano, aunque esto es debatible. Los talleres de esta línea se localizarán en la cabecera de Tlajomulco. En Santa Fe se localizarán vías de servicio para depositar trenes averiados sin necesidad de retornarlos hasta el taller.

## Planes de ampliación y renovación
A lo largo de su historia, el Sistema de Tren Eléctrico Urbano ha tenido diversos planes maestros de construcción que no se han concretado completamente por motivos económicos o políticos.
Los principales planes maestros presentados por autoridades han sido: el plan de 1975, que proponía la creación de 3 líneas, el plan de 1989, que contemplaba 4 líneas, el plan de 1994, que planteaba hasta 7 líneas, y el que surgió con la creación del SAE para crear 3 nuevas líneas.
En 2002 la empresa Siemens hizo llegar una propuesta para la extensión de la línea 2 y la creación de 2 líneas más.
Posterior a la construcción del Macrobús, el gobierno de Emilio González Márquez presentó un plan maestro de tren y BRT, que pretendía crear 2 nuevos corredores BRT y 1 nueva línea de tren ligero.
En 2014 comenzaron las obras de ampliación y renovación de la Línea 1, mismas que culminaron con la estación Auditorio en 2018, sin embargo quedaron temas pendientes, como el sistema de señalización y control de trenes.
Así mismo, en 2006, 2011, y 2016 se han planteado extensiones a la Línea 2, mismas que no se concretaron.
En 2022, posterior a la puesta en marcha de Mi Macro Periférico, el alcalde de Tonalá ha insistido en la ampliación de este sistema hacia dicho municipio. Además, propuso la creación de una Línea 5 que recorrería el municipio. 

## Red

### SiTren

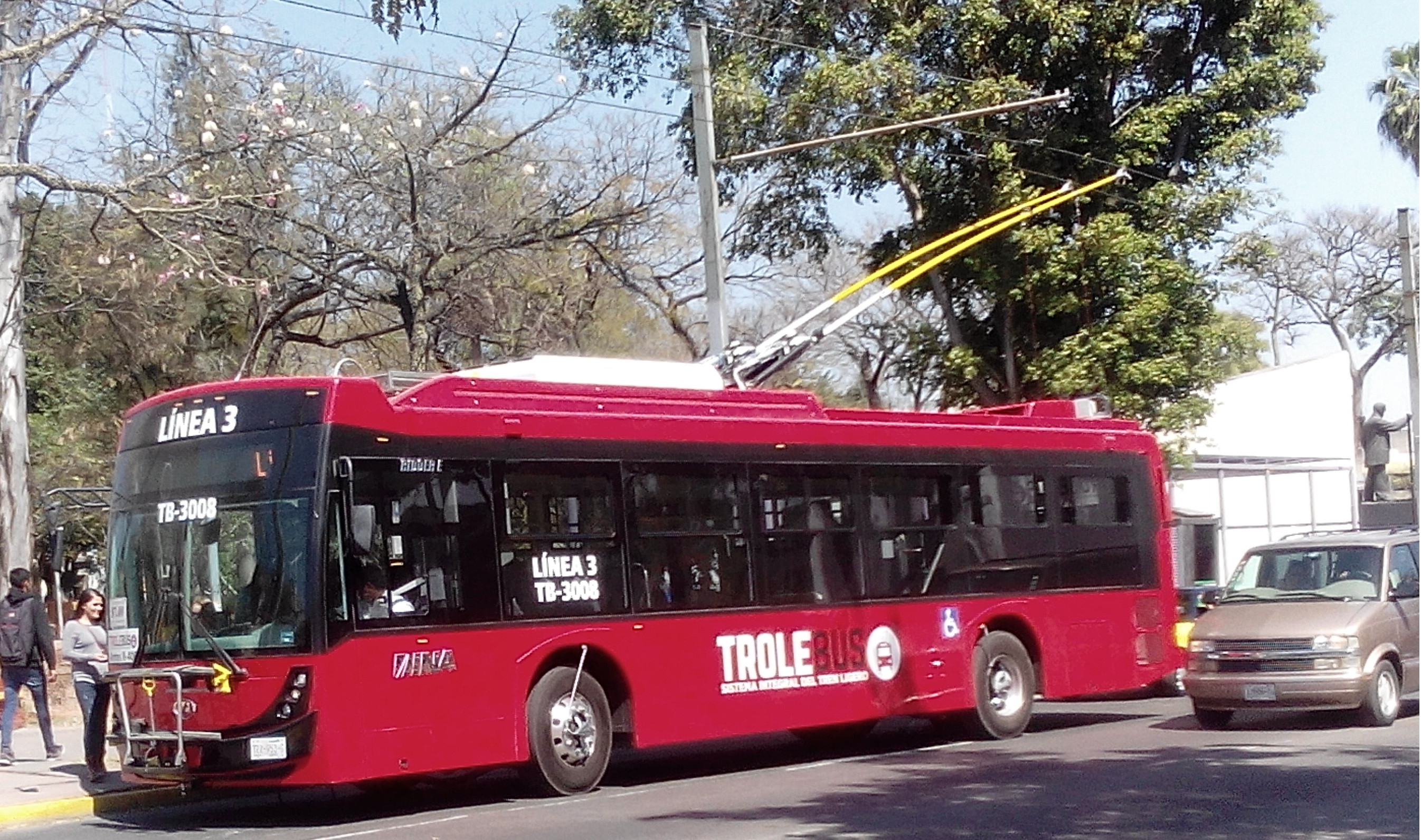
Unidad de la Línea 3 en la parada de la Estación Juárez.

El SiTren es un sistema de autobuses alimentadores del tren eléctrico cuya función es aumentar la captación de usuarios hacia el tren; la línea 1 corre hacia el poniente rumbo al municipio de Zapopan por toda la avenida Vallarta, cuyo derrotero finaliza en la Central De Autobuses de Zapopan. La línea 2 corre hacia el oriente por avenida María Reyes, Gigantes y Tonaltecas, cuyo derrotero finaliza en la cabecera municipal de Tonalá. La línea 3 corre por el Par Vial del centro histórico de Guadalajara que comprende avenida Juárez y avenida Hidalgo desde los Arcos de Guadalajara hasta la calle Felipe Ángeles. Cabe mencionar que en la línea 3 del SiTren solo operan trolebuses, cuyo derrotero era la Ruta 400 de Sistecozome. El servicio comenzó a funcionar en enero del 2007 y en sus inicios se llamaba PreTren.
Este proyecto surgió debido a la necesidad de operar un sistema de transporte semimasivo que pudiera atender el área poniente del área metropolitana, dándose su autorización por parte de la Secretaría de Vialidad y Transporte el 16 de mayo de 2006.

### Mi Macro
Mi Macro es un sistema de Autobús de Tránsito Rápido (BRT) perteneciente a SITEUR y operado por concesionarios. El sistema se compone de 2 corredores: Mi Macro Calzada, y Mi Macro Periférico.
Las líneas de tren de SITEUR conectan con Mi Macro Calzada en las estaciones San Juan de Dios e Independencia de las líneas 2 y 3, respectivamente, y con Mi Macro Periférico en las estaciones Periférico Norte, Periférico Sur y Periférico Belenes de las líneas 1 y 3. Al realizar la transferencia mediante la tarjeta Mi Movilidad, se cobra la mitad del pasaje, es decir $4.75.
Mi Macro Calzada está integrado por 27 estaciones ubicadas a lo largo de la Calzada Independencia, Av. Gobernador Curiel, Av. Escultura y Av. Fray Angélico. Cuenta con un servicio Exprés, que se detiene solamente en 12 de las 27 estaciones.
Mi Macro Periférico hace su recorrido desde la avenida Belisario Domínguez y Periférico Norte hasta Periférico Sur y avenida de la Solidaridad Iberoamericana, el circuito restante que cubrían las rutas 380 y 380-A se cubre mediante rutas complementarias.
Ambos corredores cuentan con rutas alimentadoras que aplican un descuento del 50% al transbordar entre estas y las estaciones de Mi Macro de sus respectivos corredores.
Anteriormente, la conexión al Mi Macro Calzada (previamente Macrobús) era mediante validadores de tarjeta ubicados en las estaciones San Juan de Dios de la línea 2 y Bicentenario de Mi Macro Calzada, con los cuales se cobraba la mitad del pasaje. Sin embargo, actualmente se utiliza la tarjeta universal Mi Movilidad para realizar transferencias en la red SITEUR.

## Características

### Parque vehicular
El parque vehicular se encuentra conformado por 48 trenes de rodadura férrea, sus velocidades van de 70 a 90 km/h y son manuales. Fueron fabricados en México por Siemens, Bombardier y Concarril y en España por Alstom. Próximamente se unirán a la red los TEG-23 que circularán en la línea 4.
Por lo tanto, en la red se contabilizan cinco modelos de trenes, los cuales son descritos en la siguiente tabla:
| Modelo                      | Imagen | Fabricante              | Procedencia | Líneas donde circula | Cantidad de trenes | Año de construcción |
| --------------------------- | ------ | ----------------------- | ----------- | -------------------- | ------------------ | ------------------- |
| TLG-88                      |        | Concarril y Siemens     | México      |                      | 16 (dobles)        | 1988                |
| TEG-90                      |        | Bombardier y Siemens    | México      | y                    | 32 (dobles)        | 1990                |
| TEG-15                      |        | Bombardier              | México      | y                    | 12 (dobles)        | 2015                |
| Barcelona Metro 9000 Series |        | Alstom                  | España      |                      | 18 (triples)       | 2016                |
| TEG-23                      |        | CRRC Zhuzhou Locomotive | China       |                      | 12 (dobles)        | 2023-2024           |

### Tarifas y sistemas de pago

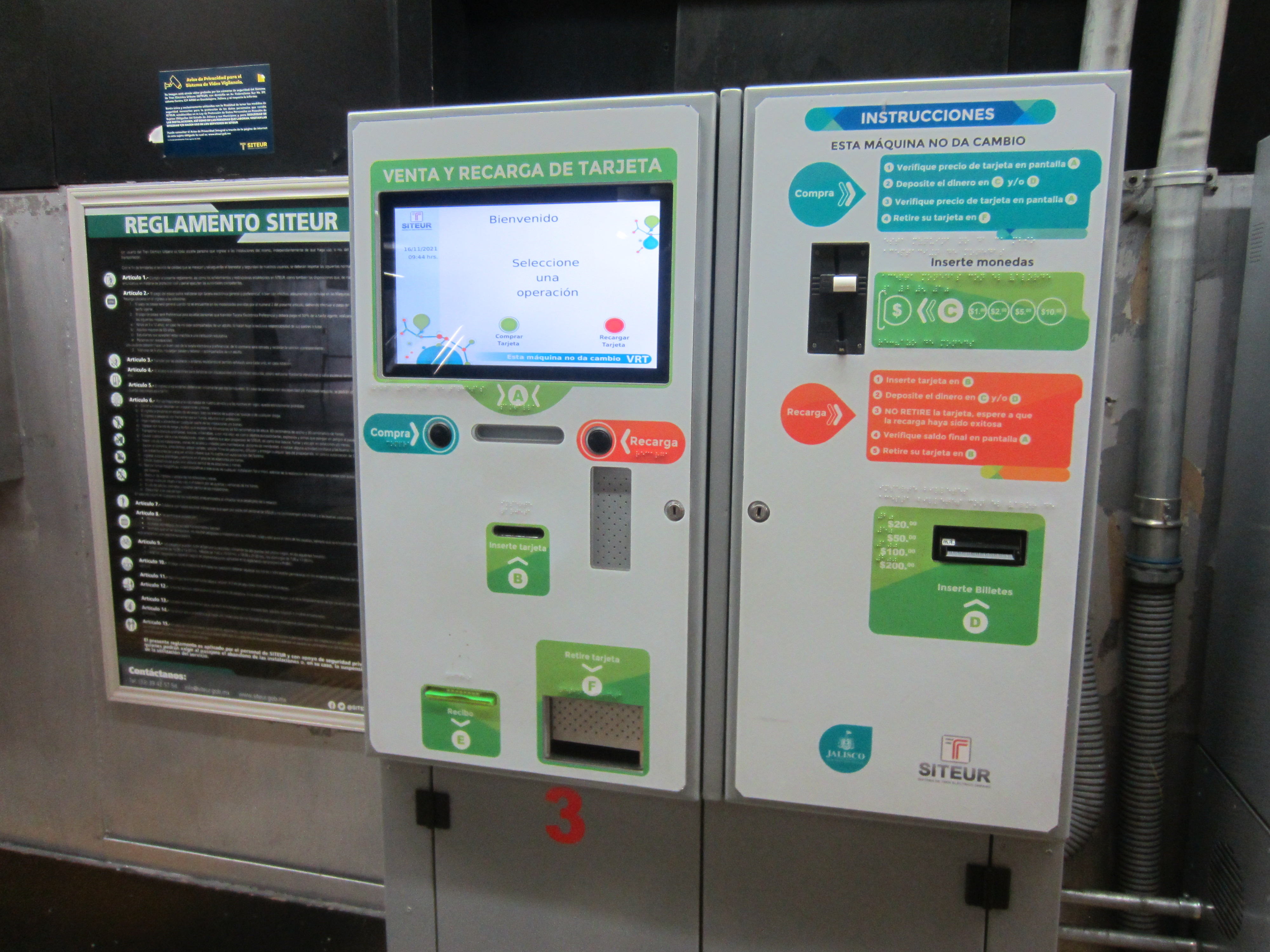
Máquina de venta y recarga de tarjetas

- El costo por abordar el tren, aprobado en julio de 2019,[17] es de $9.50 pesos mexicanos y tiene dos modos de pago: Boleto y Tarjeta inteligente.
  - Boleto Univiaje: Tiene un costo de $9.50 pesos y se adquiere en las máquinas ubicadas en la estación. Como lo dice su nombre sirve para un único viaje
  - Tarjeta Inteligente Mi Movilidad: Tarjeta que funciona como monedero electrónico; se puede adquirir por $30 pesos y se le puede recargar como máximo $250 pesos. Con esta tarjeta también se pueden pagar los servicios del sistema Mi Bici (previa activación), autobuses de la red Mi Transporte, SITREN y el servicio de Mi Macro Calzada y Mi Macro Periférico.
- Transbordo: Si se usa el sistema Mi Macro o alguna línea del SITREN para transbordar al Tren Eléctrico o viceversa (con tarjeta inteligente), el costo del segundo viaje solo será del 50% de la tarifa vigente ($4.75 pesos) por persona. Es decir, en total se pagarían $14.25 pesos por ambos viajes (en lugar de $19 pesos).

### Afluencia de pasajeros
En 2023, el Tren Eléctrico de Guadalajara transportó a un total de 157,725,000 personas, unos 13,143,750 al mes en promedio. Por ello, los ingresos por pasaje de ese año ascendieron a 413.6 millones de pesos. En total, los trenes recorrieron 8.7 millones de kilómetros.
| Año  | Kilómetros recorridos | Pasajeros   | Ingresos por pasaje |
| ---- | --------------------- | ----------- | ------------------- |
| 1997 | 4,705,000             | 47,098,000  | 75,765,000          |
| 1998 | 4,725,000             | 48,969,000  | 91,732,000          |
| 1999 | 4,739,000             | 46,865,000  | 100,632,000         |
| 2000 | 4,757,000             | 48,488,000  | 123,493,000         |
| 2001 | 4,958,000             | 51,621,000  | 130,151,000         |
| 2002 | 5,306,000             | 51,623,000  | 150,571,000         |
| 2003 | 5,476,000             | 53,577,000  | 157,764,000         |
| 2004 | 5,372,000             | 57,036,000  | 186,547,000         |
| 2005 | 5,458,000             | 58,769,000  | 229,412,000         |
| 2006 | 5,379,000             | 61,672,000  | 244,390,000         |
| 2007 | 5,544,000             | 68,208,000  | 289,434,000         |
| 2008 | 5,691,000             | 72,644,000  | 325,061,000         |
| 2009 | 5,700,000             | 74,850,000  | 347,627,000         |
| 2010 | 5,662,000             | 73,686,000  | 386,720,000         |
| 2011 | 5,719,000             | 76,111,000  | 393,767,000         |
| 2012 | 5,735,000             | 81,353,000  | 400,993,000         |
| 2013 | 5,757,000             | 87,929,000  | 415,663,000         |
| 2014 | 5,780,000             | 89,245,000  | 425,136,000         |
| 2015 | 5,732,000             | 94,625,000  | 450,990,000         |
| 2016 | 5,715,088             | 98,268,174  | 475,509,126         |
| 2017 | 5,707,000             | 98,446,000  | 502,534,000         |
| 2018 | 5,915,000             | 103,649,000 | 554,703,000         |
| 2019 | 6,219,000             | 100,432,000 | 570,786,000         |
| 2020 | 6,915,000             | 74,256,000  | 383,659,000         |
| 2021 | 9,287,000             | 114,520,000 | 380,750,000         |
| 2022 | 8,627,000             | 135,931,000 | 395,217,000         |
| 2023 | 8,711,000             | 157,725,000 | 413,642,000         |

### Impacto al medio ambiente
En comparación con el transporte público convencional de Guadalajara, el Tren Eléctrico deja de contaminar a la atmósfera al año un equivalente a 11,000,707 toneladas de dióxido de carbono (CO2). En balance con la labor ambiental de los árboles en la captación del CO2 de y partiendo de que cada ejemplar absorbe 20 kilogramos de este contaminante por año, se requeriría una plantación de 46,000 árboles en un espacio de 115,000 hectáreas para captar lo que el tren deja de emitir.
El beneficio ambiental del SiTren radica en su orden, pues dispone de paraderos establecidos que contribuyen a minimizar el número de arranques y paros de las unidades, movimientos que incrementarían las emisiones de CO2 a la atmósfera.

## Arte y cultura

### Galería de arte
En la estación Juárez hay una galería de arte donde se exhiben obras pictóricas de artistas jaliscienses, del país e internacionales.
En esta galería se pueden disfrutar exposiciones a lo largo del año, y eventos culturales como la feria del libro, charlas y conferencias o funciones con títeres, entre otros.
La galería de arte fue organizada por el escritor e investigador de arte Guillermo Ramírez Godoy y el director del Tren Eléctrico, Horacio González Pardo. Se inauguró el 27 de agosto de 1998 por el entonces gobernador Ing. Alberto Cárdenas Jiménez, quien cortó el listón de la exposición colectiva de pintura titulada "Expresiones de la Plástica Jalisciense".

### Mural Wixárika
Dentro de la galería, se encuentra ubicado un mural Wixárika (huichol) considerado el más grande del mundo, que mide cerca de veinte metros cuadrados, que fue elaborado por el Marákame José Benítez.

### Estación de la danza
En la estación Plaza Universidad, se encuentra ubicado el Foro de Danza, en donde se exhiben espectáculos artísticos gratuitos tanto a usuarios, como a otras personas. Dentro de este se presentan diferentes espectáculos que engloban diversos géneros dancísticos; cuenta con un escenario de 11x6 metros y un aforo de 300 personas.
 El objetivo de este foro es hacer llegar la cultura y el arte a todos los niveles de la sociedad y que la estación no sea vista solo así, sino como un espacio en el que todo mundo pueda expresarse.

### Estación del teatro
Espacio inaugurado el 13 de septiembre de 2011 dentro de la estación San Juan de Dios, el cual consiste en un escenario de teatro para el disfrute de los usuarios, que fue adornado con un par de murales hechos por Luis Vasolto, los cuales son alusivos al bicentenario de la Independencia de México.

## Beneficios e inconvenientes del Sistema

### Ventajas
- Los sistemas de trenes ligeros son generalmente más económicos en construir que los de trenes pesados, dado que la infraestructura es relativamente menos robusta y por lo general no se requieren los túneles usados en la mayoría de los sistemas del metro. Además, la capacidad de recorrer curvas cerradas y pendientes escarpadas puede reducir el trabajo de construcción.
- Al menos en Guadalajara sí se necesitó el túnel usado por el Sistema de Trolebús de Guadalajara de 1976 y 1988 del Eje Norte - Sur de la avenida Calzada de Federalismo.
- Comparado con los autobuses, los sistemas de trenes ligeros tienen una capacidad más alta, contaminan menos, son silenciosos, cómodos y en muchos casos más rápidos.
- Muchos proyectos de trenes ligeros modernos usan viejas redes de ferrocarril abandonadas por donde antes circulaban trenes a vapor. Ejemplo: la futura Línea 4.
- Se utilizan las redes ya existentes de ferrocarriles.
- Generalmente son más silenciosos que los ferrocarriles o los metros, y la mitigación del ruido es más fácil de diseñar.
- Armonizan con el entorno urbano si están bien diseñados.

### Desventajas
- Como todos los tipos de transportes de riel, los trenes ligeros tienden a ser más seguros cuando se desplazan de manera totalmente separada del tráfico rodado y el peatonal. Sin embargo, la segregación del sistema no es siempre viable económica o físicamente.
- Los defensores del monorriel señalan, para mostrar las desventajas de los trenes ligeros y promover el monorriel, que los trenes ligeros son más pesados en relación con la carga útil transportada que los trenes pesados o los monorrieles, debido a que deben ser diseñados para soportar colisiones con automóviles.[27]